# Džaváharlál Néhrú
Džaváharlál Néhrú (hindsky जवाहरलाल नेहरू) (14. listopadu 1889 Iláhábádu – 27. května 1964 Nové Dillí) byl indický politik, jeden z hlavních představitelů Indického národního kongresu, klíčová postava Indického hnutí za nezávislost a první, dlouholetý ministerský předseda nezávislé Indie.
Pocházel z Iláhábádu, vzdělání získal v Anglii. Jeho dcera Indira Gándhíová byla významná politička a pozdější předsedkyně vlády Indie.

## Život
Džaváharlál Néhrú se narodil v indickém Iláhábádu v dnešním státě Uttarpradéš. Jeho otec Motílál Néhrú byl významný politik a jeden z prvotních vůdců Indického národního kongresu. Džaváharlál vyrůstal ve společné domácnosti své rozvětvené rodiny. První vzdělání obdržel od soukromých učitelů, než byl v roce 1905 poslán do Anglie, kde se věnoval dalšímu studiu. Nejdříve strávil dva roky na Harrow School, mezi lety 1907–1910 přešel na Cambridgeskou universitu. Od roku 1910 začal studovat práva na Inner Temple v Londýně. V roce 1912 studia ukončil a navrátil se zpět do Indie.
V Indii nastoupil k nejvyššímu soudu a ještě v roce 1912 se účastnil v pozici delegáta zasedání Indického národního kongresu. V únoru 1916 se oženil s Kamárou Kaulovou a 19. listopadu následujícího roku se jim narodila jediná dcera Indira. V roce 1919 nastal v Néhrúově životě zásadní zvrat – v souvislosti s masakrem v Džalijánválábághu se rozhodl bojovat proti Britské nadvládě nad Indií. V této době se poprvé dostal do kontaktu s Mahátmou Gándhím.

### Boj za nezávislost Indie

Néhrú a Mahátma Gándhí v roce 1946

Gándhí zastával názor, že proti nadvládě Britů je nejúčinnější taktika nenásilného odporu (satjágraha). Ten byl založen na metodě ahinsá („nenásilí“) a projevoval se např. v nenásilných demonstracích, bojkotu zahraničního zboží, masových pochodů apod. Gándhího vliv na Indický národní kongres způsobil, že v roce 1920 byla přijata rezoluce o nespolupráci s indickými úřady, což měla být jedna z metod, jak docílit nezávislosti Indie. Néhrú s podobnými postupy sice souhlasil, ale zároveň zastával názor, že není možné metodu nenásilí prosazovat za každých okolností. Gándhí však trval na svém a i když ho s Néhrúem spojoval stejný cíl, totiž indická nezávislost, každý měl jinou představu o prostředcích a způsobu, jak toho dosáhnout, což se i v budoucnu stalo jádrem jejich neshod.
V roce 1929 Néhrú předsedal výročnímu sjezdu Indického národního kongresu, na kterém bylo poslední den v roce přijato jedno z klíčových usnesení. INC si vytyčil jasný a jednoznačný cíl – úplnou nezávislost Indie, zároveň vyzval Indy k zahájení příprav kampaně občanské neposlušnosti. Néhrú si byl vědom, že pokud se Indie osvobodí od koloniální nadvlády Britů, bude potřebovat změnu společenského systému. Ačkoliv byl Néhrú nakloněn marxismu (mimo jiné byl obdivovatelem Sovětského svazu), ke komunistům se nepřiklonil.
Pro své aktivity, které vedly k rostoucím nacionálním náladám Indů a nemalé nespokojenosti britských kolonistů, byl Néhrú celkem devětkrát vězněn. Ve vězení strávil celkem osm let a většinu svých prací napsal právě tam.

### Néhrú a předválečné Československo

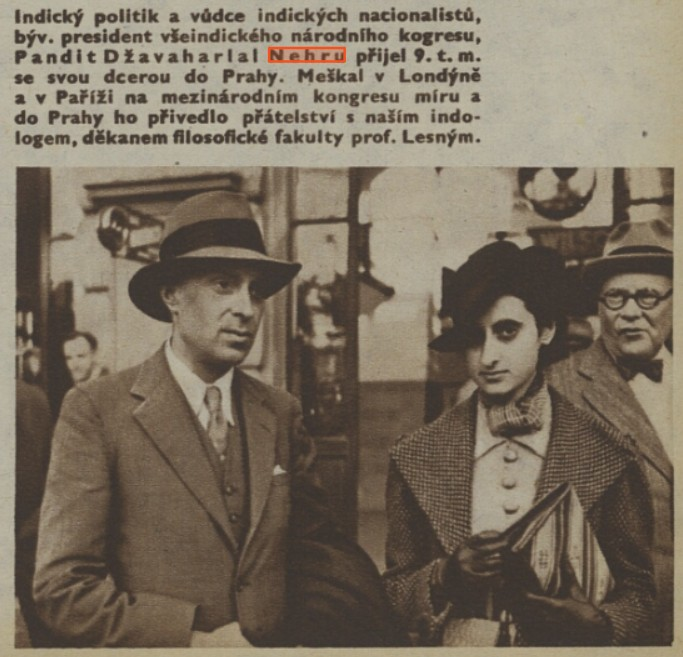
Džaváharlál Néhrú s dcerou Indírou (Praha, 1938)

Od 9. srpna 1938 Néhrú s dcerou Indírou navštívili Československo na cestě z Londýna a Paříže; do Prahy přijeli na pozvání českého indologa prof. Lesného. Na pozvání Jana Antonína Bati navštívil též 12. srpna ve Zlíně Baťovy závody.
Na závěr návštěvy Československa poskytl Néhrú 17. srpna rozhovor Lidovým novinám. V něm (zhruba 6 týdnů před Mnichovskou dohodou) mezi jiným oceňoval klid odhodlání československého lidu a za hlavní otázku, před kterou Československo stálo považoval zachování demokracie.
Po mnichovské zradě se Néhrú plně postavil na stranu Československa.

### Ministerský předseda

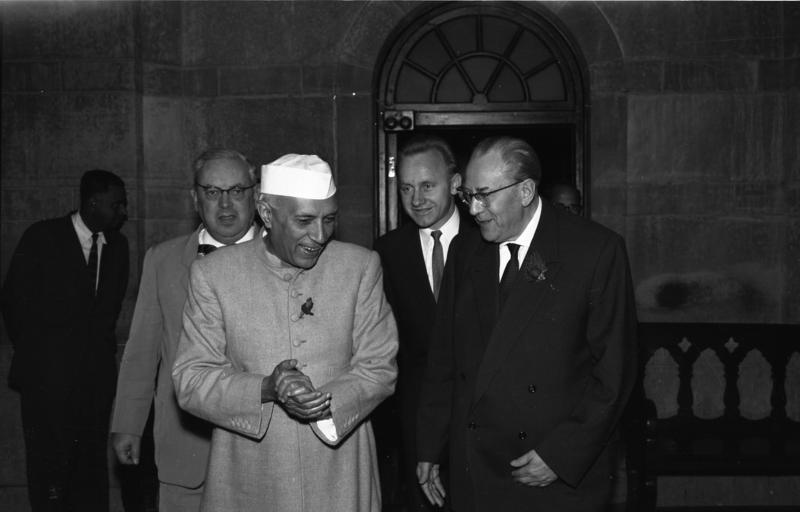
Néhrú a Otto Grotewohl

Snahy Indického hnutí za nezávislost vedly v roce 1947 k osamostatnění Indie a Džaváharlál Néhrú se 15. srpna téhož roku stal vůbec prvním indickým předsedou vlády a současně ministrem zahraničních věcí. Néhrúova myšlenka utvořit z Indie moderní stát na vysoké úrovni se opírala o zřízení moderních výrobních technologií, průmyslovou industrializaci země a ekonomického plánování. Za doby svého předsednictví musel čelit mnohým výzvám, především exodu obyvatelstva přes hranice Indie s nově vzniklým Pákistánem a novému rozdělení Indie, kdy bylo nějakým způsobem nutno sjednotit do větších celků bezmála pět set knížecích států z dob Britské Indie. Néhrú položil základ indické ústavě, infrastruktuře a parlamentní demokracii.
V roce 1954 Néhrú podepsal mírovou dohodu s Čínou známou jako panča šíla.
V létě 1955 znovu navštívil Československo, kde jednal s prezidentem A. Zápotockým.
Mezi 8. říjnem 1958 a 17. listopadem 1959 se krátce stal indickým ministrem financí. Néhrú zemřel na infarkt 27. května 1964.